# Мовники
Мо́вники (укр. Мовники) — село в Литовежской сельской общине Владимирского района Волынской области Украины.
До 2020 года входило в Иваничевский район.
Код КОАТУУ — 0721183201. Население по переписи 2001 года составляет 606 человек. Почтовый индекс — 45315. Телефонный код — 3372. Занимает площадь 1,4 км².